# Мишино (Ленинградская область)
Мишино (ижор. Mäkkylä) — деревня в  Вистинском сельском поселении Кингисеппского района Ленинградской области.

## История
Упоминается как деревня Missina by в Каргальском погосте (западной половине) в шведских «Писцовых книгах Ижорской земли» 1618—1623 годов.
На карте Ингерманландии А. И. Бергенгейма, составленной по шведским материалам 1676 года, она обозначена как деревня Miskina.
На шведской «Генеральной карте провинции Ингерманландии» 1704 года — как Misina.
Затем как деревня Машина она упомянута на карте Ингерманландии А. Ростовцева 1727 года.
Как деревня Мишулово она упоминается на карте Санкт-Петербургской губернии Я. Ф. Шмидта 1770 года.
На карте Санкт-Петербургской губернии Ф. Ф. Шуберта 1834 года обозначена как деревня Мишина.

МИШИНО — деревня принадлежит майорше Ермаковой, число жителей по ревизии: 49 м. п., 55 ж. п. (1838 год)

В пояснительном тексте к этнографической карте Санкт-Петербургской губернии П. И. Кёппена 1849 года она записана как деревня Mäkkylä (Мишино) и указано количество её жителей на 1848 год: эвремейсов — 6 м. п., 9 ж. п., всего 15 человек, ижоры — 47 м. п., 46 ж. п., всего 93 человека. Ижоры относились к православному Сойкинскому Николаевскому приходу, эвремейсы — к лютеранскому приходу Сойккола.
Согласно карте профессора С. С. Куторги 1852 года деревня называлась Машина.

МИШИНО — деревня жены майора Ермаковой, 10 вёрст по почтовой, а остальное по просёлкам, число дворов — 11, число душ — 47 м. п. (1856 год)

МИШИНО — деревня, число жителей по X-ой ревизии 1857 года: 54 м. п., 48 ж. п., всего 97 чел.

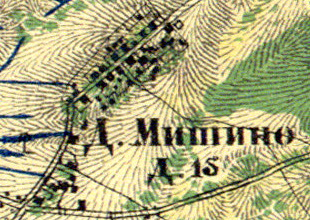
Деревня Мишино на карте 1860 года

Согласно «Топографической карте частей Санкт-Петербургской и Выборгской губерний» в 1860 году деревня Мишино состояла из 15 крестьянских дворов.

МИШИНО (МЯКСОМ) — деревня владельческая при колодцах, число дворов — 20, число жителей: 52 м. п., 42 ж. п. (1862 год)

В 1864 году временнообязанные крестьяне деревни выкупили свои земельные наделы у Ф. В. Шредерс и стали собственниками земли.

МИШИНО — деревня, по земской переписи 1882 года: семей — 28, в них 82 м. п., 86 ж. п., всего 168 чел.

МИШИНО — деревня, число хозяйств по земской переписи 1899 года — 34, число жителей: 103 м. п., 88 ж. п., всего 191 чел.;
 разряд крестьян: бывшие владельческие; народность: русская — 50 чел., финская — 136 чел, эстонская — 5 чел.

В конце XIX — начале XX века деревня административно относилась к Лужицкой волости 2-го стана Ямбургского уезда Санкт-Петербургской губернии. Население деревни было исключительно ижорским.
По данным «Памятной книжки Санкт-Петербургской губернии» за 1905 год деревня называлась Мишино (Мяксом).
В 1917 году деревня Мишино входила в состав Лужицкой волости Ямбургского уезда.
С 1917 по 1927 год деревня Мишино входила в состав Мишинского сельсовета Сойкинской волости Кингисеппского уезда.
Согласно данным переписи населения СССР 1926 года в деревне Мишино проживали 232 человека, большинство ижоры, а также русские и финны.
С 1927 года в составе Котельского района.
С 1928 года в составе Сойкинского сельсовета.

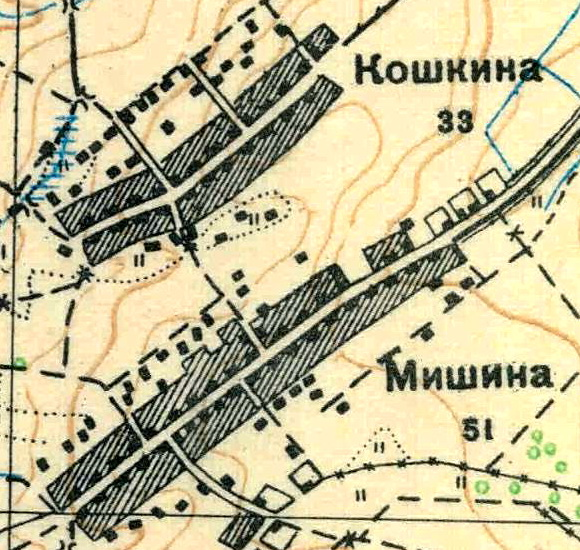
План деревни Мишино. 1930 год

Согласно топографической карте 1930 года деревня называлась Мишина и насчитывала 51 двор.
С 1931 года в составе Кингисеппского района.
По данным 1933 года деревня Мишино входила в состав Сойкинского сельсовета Кингисеппского района.
В 1939 году население деревни Мишино составляло 261 человек.
C 1 августа 1941 года по 31 января 1944 года деревня находилась в оккупации.
В 1958 году население деревни Мишино составляло 71 человек.
По данным 1966, 1973 и 1990 годов деревня Мишино также входила в состав Сойкинского сельсовета Кингисеппского района.
В 1997 году в деревне Мишино проживали 40 человек, в 2002 году — 55 человек (русские — 80 %), деревня входила в состав Сойкинской волости с административным центром в деревне Вистино, в 2007 году — 20 человек.

## География
Деревня расположена в северной части района к востоку от автодороги А180 (E 20) (Санкт-Петербург — Ивангород — граница с Эстонией) «Нарва».
Расстояние до административного центра поселения — 7,5 км.
Расстояние до ближайшей железнодорожной платформы Косколово — 10 км.
Деревня находится на Сойкинском полуострове.

## Демография
| 1838 | 1848 | 1857 | 1862 | 1882 | 1899 | 1997 |
| ---- | ---- | ---- | ---- | ---- | ---- | ---- |
| 104  | ↗108 | ↘97  | ↘94  | ↗168 | ↗191 | ↘40  |
| 2007 | 2010 | 2017 |      |      |      |      |
| ↘20  | ↗42  | ↘18  |      |      |      |      |

### Национальный состав
Согласно данным Всероссийской переписи населения 2021 года в деревне проживали 15 человек, из них:
 русские — 14, ижорцы — 1  человек.

## Улицы
Суйдинская.